# Lineodes longipes
Lineodes longipes is een vlinder uit de familie van de grasmotten (Crambidae). De wetenschappelijke naam van deze soort is voor het eerst voorgesteld door Jan Sepp in een publicatie uit 1852.
De soort komt voor in Colombia, Venezuela, Suriname, Ecuador en Chili.